# اولاد عمار
اولاد عمار (به عربی: أولاد عمار) یک شهرداری در الجزایر است که در استان باتنه واقع شده‌است.